# Ломуватка (станція)
Ломува́тка — проміжна вантажно-пасажирська залізнична станція Луганської дирекції залізничних перевезень Донецької залізниці.
Розташована у смт Ломуватка Брянківська міська рада Луганської області на неелектрифікованій лінії Попасна — Дебальцеве між станціями Стаханів (9 км) та Імені Крючкова О.М. (10).
Через військову агресію Росії на сході України транспортне сполучення припинене.